# Назарзода, Абдухалим Мирзо
Ходжи Абдухалим Мирзо Назарзода (также известен как Ходжи Холим; 1964—2015) — генерал-майор ВС Таджикистана, заместитель министра обороны страны, в 2015 году устроивший вооружённый мятеж и убитый при его подавлении.

## Биография

### Ранние годы
Родился в колхозе Гулистон район Рудаки, по национальности таджик. Окончил школу № 63 в Душанбе, затем работал на чулочно-носочной фабрике и разнорабочим, служил в армии. После военной службы и до 1992 года — заведующим складом.

### Гражданская война
Во время гражданской войны находился в рядах Объединённой Таджикской Оппозиции (ОТО), по окончании военных действий по 30 % квоте получил возможность сделать карьеру в армии уже независимого от СССР Таджикистана.

### Военная карьера
Получил высшее образование — в 2003—2005 годах военное в Академии Генерального штаба Вооружённых Сил РФ, затем в 2006—2009 в Таджикском государственном национальном университете. В 2005—2014 годах занимал высокие командные должности в Сухопутных войсках страны, с 2014 года — заместитель министра обороны.

### События 2015 года
В городке Вахдат, который в годы гражданской войны был оплотом ОТО, и в Душанбе произошли нападения на сотрудников силовых структур. Президент Таджикистана Эмомали Рахмон обвинил Назарзоду в их организации и в мятеже, сняв генерала со всех постов. Тот с группой сторонников и большим арсеналом оружия укрылся в Рамитском ущелье. Произошли столкновения правительственных войск с мятежниками с десятками убитых с обеих сторон. Группа была окружена.
11 сентября 2015 года в СМИ появилось, как оказалось позже, преждевременное сообщение об уничтожении лидера повстанцев. Однако 16 сентября Назарзода всё же был убит в местечке Покруд Рамитского ущелья, когда по месту скопления боевиков был нанесён удар системами залпового огня.
Эти события были использованы для запрета Партии исламского возрождения Таджикистана.

## Вопрос о причастности к мятежу
Принадлежал ли мятежный генерал в реальности к каким-либо исламистским партиям и организациям, и устроил ли он своё выступление до, либо после обвинений президента в мятеже, достоверно неизвестно. Сам он в последние недели жизни якобы отрицал обвинения в вооружённых нападениях, заявляя, что правительство организовало их само с целью расправиться с бывшими членами ОТО, однако это заявление было сделано устно, по телефону и не лично Назарзодой, а через одного из сторонников генерала. Сомнений в виновности Назарзоды добавляет и то, что непосредственно перед началом столкновений он быстро продвигался по карьерной лестнице, имел хорошие отношения с властями и существенное имущество, в то время, как по словам самих таджикских оппозиционеров и исламистских политиков, не принадлежал к ним и, более того, старался дистанцироваться.